# Salmann (Rechtsbegriff)
Salmann (plur. Salleute, Salmänner, auch Salmannen; hauptsächlich in historischen Texten) war die Bezeichnung für einen Treuhänder oder Notar, der für die Sal, das ist die rechtliche Übergabe (Kauf, Verkauf, Schenkung etc.) eines Gutes, und deren eventuelle Eintragung ins Salbuch (Urkundenbuch für Grundstücke, Einkünfte, Schenkungen) zuständig ist.
Vgl. auch englisch salesman, sale, to sell.
Weitere Bedeutungen: Schutzherr, Vormund, Testamentsvollstrecker.